# Economia Australiei
Economia Australiei este situată între primele 15 din lume, în timp ce PIB-ul său este între primele 20. Australia are o economie prosperă, alcătuită după modelul vestic, cu un PIB ceva mai ridicat decât cele ale Germaniei, Franței și Marii Britanii (dacă se raportează la paritatea puterii de cumpărare).
Absența unei industrii producătoare orientate pe export este considerată un punct slab pentru economia Australiei. Însă, o dată cu dezvoltarea turismului și creșterea veniturilor rezultate din export, criticile au devenit irelevante. Datele înregistrate în ianuarie 2007 reflectă o rată de șomaj de 4,6% cu 10 033 480 persoane angajate. În ultimul deceniu, inflația a fost de 2-3%. Sectorul serviciilor, incluzând turismul, educația și finanțele, formează 64% din PIB. Agricultura și resursele naturale contribuie cu 3-5% din PIB dar au un rol semnificativ în cadrul exportului - 65% din produsele exportate provin din agricultură. Industria reprezintă o treime din PIB. Cele mai mari piețe de export ale Australiei sunt Japonia, China, SUA, Coreea de Sud și Noua Zeelandă.
Țara este foarte bogată în resurse naturale ca petrol, gaze, cărbune, aur, cupru, uraniu, minereuri de fier și bauxită. Cărbunele și petrolul reprezintă 20% din câștigurile prin exporturi, minereurile și mineralele circa 25%, iar aurul 8%.